# Liste der Kreisstraßen in Regensburg
Die Liste der Kreisstraßen in Regensburg ist eine Auflistung der Kreisstraßen in der bayerischen Stadt Regensburg mit deren Verlauf. 

## Abkürzungen
- R: Kreisstraße im Landkreis Regensburg
- Rs: Kreisstraße in der kreisfreien Stadt Regensburg

## Liste
Nicht vorhandene bzw. nicht nachgewiesene Kreisstraßen werden in Kursivdruck gekennzeichnet, ebenso Straßen und Straßenabschnitte, die unabhängig vom Grund (Herabstufung zu einer Gemeindestraße oder Höherstufung) keine Kreisstraßen mehr sind.
Der Straßenverlauf wird in der Regel von Nord nach Süd und von West nach Ost angegeben.
| Nr. Rs | Verlauf |
| ------ | --- |
| Rs 4   | – Furtmayrstraße – Rs 19 – Furtmayrstraße – Friesenstraße (– Bischof-Wittmann-Straße) – Kumpfmühler Straße – Augsburger Straße – – Augsburger Straße – Stadtgrenze – (R 4 im Landkreis Regensburg) |
| Rs 6   | – Zeitlarner Weg – Weidener Straße – Coburger Straße – Pilsen-Allee – Chamer Straße – Stadtgrenze – (R 6 im Landkreis Regensburg)                                                                  |
| Rs 18  | (R 18 im Landkreis Regensburg) – Stadtgrenze – Lappersdorfer Straße – Drehergasse – |
| Rs 19  | Rs 4 – Hermann-Geib-Straße – Unterislinger Weg – Stadtgrenze – (R 19 im Landkreis Regensburg) |